# Bastien Leccia
Bastien Leccia (* 3. November 1919 in Conca; † 9. April 2004 in Marseille) war ein französischer Politiker. Er war von 1967 bis 1968 Abgeordneter der Nationalversammlung und von 1983 bis 1989 Mitglied des Senats.
Der auf Korsika geborene Leccia verbrachte sein restliches Leben in Marseille. Im Alter von siebzehn Jahren trat er der SFIO bei. 1939 wurde er Vorsitzender der jungen Sozialisten im Département Bouches-du-Rhône. Während der deutschen Besatzung nahm er an der Résistance teil. 1959 zog er in den Stadtrat von Marseille ein. Bei den Parlamentswahlen 1967 trat er für die Sozialisten im ersten Wahlkreis des Départements Bouches-du-Rhône an. Zwar wurde er gewählt, verlor das Mandat aber schon bei den Neuwahlen 1968. Bei den Wahlen 1973 kandidierte er wieder erfolglos. 1980 konnte er bei den Senatswahlen ebenfalls keinen Sitz gewinnen, rückte aber 1983 für den verstorbenen Antoine Andrieux nach. 1989 trat er nicht zur Wiederwahl an. Der 2004 verstorbene Leccia war Offizier des Ordre national du Mérite und Ritter der Ehrenlegion.